# Sekundärantrieb
Als Sekundärantrieb (selten auch Sekundärtrieb) bezeichnet man die Kraftübertragung zwischen Getriebe und Hinterrad bei Motorrädern. Als Übertragungsmöglichkeiten werden bei Motorrädern überwiegend die Kette, weniger die Kardanwelle und selten der Zahnriemen benutzt, früher auch Keilriemen. Das Übersetzungsverhältnis ({\displaystyle i}) liegt zwischen 1,5 und 3,5.
Bei Vorderradantrieb waren auch Reibrollen und Keilriemen üblich.
Siehe auch: Primärantrieb